# Siegfried & Roy
Siegfried & Roy erau un duo de magicieni și animatori germano-americani, mai cunoscuți pentru aparițiile lor cu lei albi și tigri albi. A fost compus din Siegfried Fischbacher (n. 13 iunie 1939, Rosenheim, Bavaria, Al Treilea Reich – d. 13 ianuarie 2021, Las Vegas, Nevada, Statele Unite ale Americii) și Roy Horn (nume la naștere Uwe Ludwig Horn; n. 3 octombrie 1944, Nordenham, Lower Saxony, Al Treilea Reich – d. 8 mai 2020, Las Vegas, Nevada, Statele Unite ale Americii).

## Filmografie
- Siegfried & Roy: Masters of the Impossible (1996)[1]
- Vegas Vacation (1997)[2]
- Siegfried & Roy: The Magic Box (1999)[3]
- Faceți jocurile (2001)[2] -  Spectator la box
- Showboy (2002)[4][5]

### Televiziune
- Father of the Pride (2004–2005, serial TV)[6][7]
- Siegfried & Roy: The Magic Returns (6 martie 2009)[8]

## Galerie

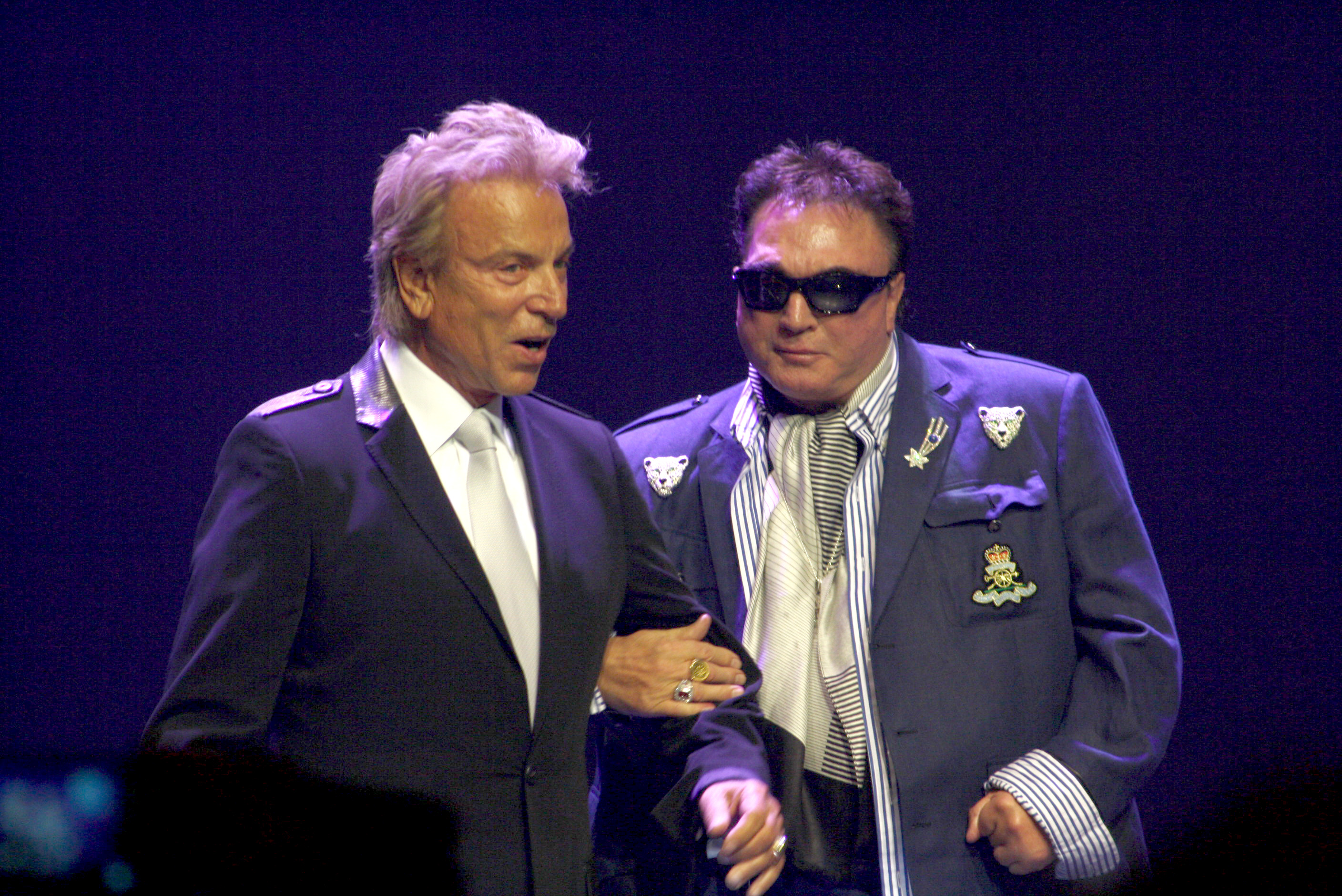
Siegfried & Roy în 2012
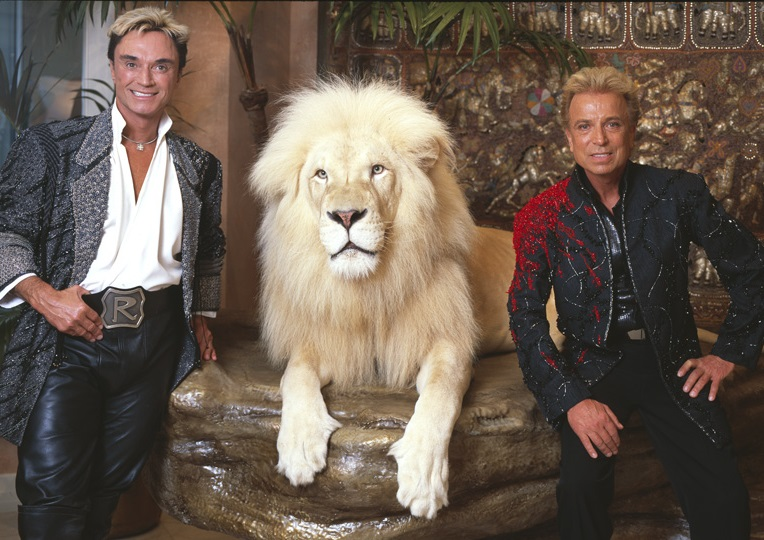
Siegfried & Roy cu leul lor alb